# Bajrangi Bhaijaan
Bajrangi Bhaijaan è un film indiano del 2015 diretto da Kabir Khan.

## Riconoscimenti

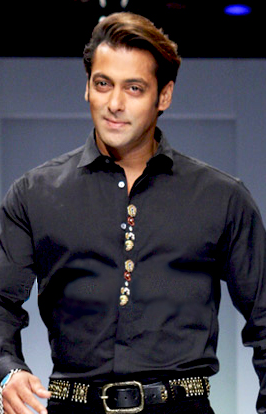
Salman Khan

| Premio                           | Categoria                                                         | Ricevente/i                                      |
| -------------------------------- | ----------------------------------------------------------------- | ------------------------------------------------ |
| National Film Awards             | "Best Popular Film Providing Wholesome Entertainment"             | Salman Khan, Rockline Venkatesh, Kabir Khan      |
| Filmfare Awards                  | "Best Story"                                                      | K. V. Vijayendra Prasad                          |
| Stardust Awards                  | "Best Film Of the Year"                                           | Salman Khan, Rockline Venkatesh, Kabir Khan      |
| Stardust Awards                  | "Best Director Of the Year"                                       | Kabir Khan                                       |
| Stardust Awards                  | "Best Child Artist"                                               | Harshaali Malhotra                               |
| Big Star Entertainment Awards    | "Most Entertaining Actor in a Social Role (Male)"                 | Salman Khan                                      |
| Big Star Entertainment Awards    | "Most Entertaining Director"                                      | Kabir Khan                                       |
| Big Star Entertainment Awards    | "Most Entertaining Child Star"                                    | Harshaali Malhotra                               |
| Indian Telly Awards              | "Gary Binder Award for the Young Successful Director of the Year" | Kabir Khan                                       |
| Indian Television Academy Awards | "Popular Director"                                                | Kabir Khan                                       |
| Indian Television Academy Awards | "Best Child Artist"                                               | Harshaali Malhotra                               |
| Times of India Film Awards       | "Best Film"                                                       | Salman Khan, Kabir Khan, Rockline Venkatesh      |
| Times of India Film Awards       | "Best Story"                                                      | K. V. Vijayendra Prasad                          |
| IIFA Awards                      | "Best Film"                                                       | Salman Khan, Rockline Venkatesh, Kabir Khan      |
| IIFA Awards                      | "Best Screenplay"                                                 | Kabir Khan                                       |
| Star Guild Awards                | "Best Film"                                                       | Salman Khan, Rockline Venkatesh, Kabir Khan      |
| Star Guild Awards                | "Best Story"                                                      | K. V. Vijayendra Prasad                          |
| Star Guild Awards                | "Best Screenplay"                                                 | Kabir Khan                                       |
| Star Screen Awards               | "Best Film"                                                       | Salman Khan, Rockline Venkatesh, Kabir Khan      |
| Star Screen Awards               | "Best Director"                                                   | Kabir Khan                                       |
| Star Screen Awards               | "Best Supporting Actor"                                           | Nawazuddin Siddiqui                              |
| Star Screen Awards               | "Best Story"                                                      | K. V. Vijayendra Prasad                          |
| Star Screen Awards               | "Best Child Artist"                                               | Harshaali Malhotra                               |
| Star Screen Awards               | "Best Background Score"                                           | Julius Packiam                                   |
| Zee Cine Awards                  | "Best Film (Viewers' Choice)"                                     | Salman Khan, Rockline Venkatesh, Kabir Khan      |
| Zee Cine Awards                  | "Best Actor (Viewers' Choice)"                                    | Salman Khan                                      |
| Zee Cine Awards                  | "Best Actor in a Comic role"                                      | Nawazuddin Siddiqui                              |
| Zee Cine Awards                  | "Best Debutant Female"                                            | Harshaali Malhotra                               |
| Mirchi Music Awards              | "Upcoming Male Vocalist of The Year"                              | Jubin Nautiyal – Zindagi Kuch Toh Bata (Reprise) |